# Роберто Боланьо
Роберто Боланьо (ісп. Roberto Bolaño Ávalos, * 28 квітня 1953, Сантьяго-де-Чилі — † 14 липня 2003, Барселона) — чилійський поет і прозаїк, син емігрантів з Галісії.

## Біографія
1966 року оселився з батьками в Мексиці, 1973 року повернувся на батьківщину, щоб взяти участь в соціалістичних реформах Сальвадора Альєнде, проте в цьому завадив державний переворот Піночета. Брав участь в опорі новому режиму, був арештований, відпущений за клопотанням впливового однокласника. У 1974 повернувся до Мексики, очолив там авангардну літературну групу «інфрареалістів», що надихалася досвідом дадаїзму і сюрреалізму.
Дебютував книгою віршів «Горобці на вершині» (1975). З 1977 подорожував по Європі і Північній Африці, в 1978 поселився в Каталонії, змінив безліч професій, був складальником винограду, нічним сторожем, продавцем в магазині, вчився на скульптора, перш ніж повністю зайнявся журналістикою і літературою.
Помер від раку печінки після десятиденної коми.

## Творчість
У власній прозі, де кримінальний сюжет поєднується з подібною до марення фантастикою трилера і стихією літературної гри, нерідко виступав під ім'ям Артуро Белано, як, наприклад, у романі «Дикі детективи».
Вершиною творчості Боланьо вважають роман «2666». Іспанською він був опублікований незабаром після смерті Боланьо. «2666» складається з п'яти частин. Головний герой роману — зниклий німецький письменник Ганс Райтер, що публікується під псевдонімом Арчімбольді й сприймається критикою, як один з найбільших німецькомовних письменників минулого століття. Він навіть претендує на Нобелівську премію. Четверо літературних критиків, що спеціалізуються на дослідженні творчості Арчімбольді, натрапляють на його слід в мексиканському місті Санта-Тереза, водночас у цьому місті відбуваються серійні вбивства жінок, рахонок жертв йде на сотні. Боланьо спирається тут на реальні події, що відбувалися в мексиканському місті Сьюдад-Хуарес. Водночас він змальовує найрізноманітніших персонажів від елітарної пані, власниці німецького видавництва, до чорношкірих спортивних журналістів, румунських вояків, німецьких бюрократів часів нацизму чи радянських письменників. Німецька критика назвала роман «апокаліптичною картиною ХХ століття». У Іспанії виявлені чернетки ще двох романів, що продовжують цикл. Роман отримав іспанську премію «Саламбо». Англійський переклад, що вийшов в 2008-му, був включений газетою New York Times в список 10 головних книг року. У листопаді 2008-го книжковий інтернет-магазин Amazon.com вибрав «2666» одним з романів місяця. Американське Національне товариство літературних критиків (National Book Critics Circle) присудило «2666» премію за найкращий роман 2008 року.

## Визнання
Популярність Боланьо принесла книга «Дикі детективи».
Найбільшого визнання здобув майже тисячасторінковий роман «2666», дія якого відбувається переважно в Мексиці.

### Літературні премії
- Premio Ámbito Literario de Narrativa (Roman)
- Premio municipal de Santiago de Chile (Roman)
- Premio Herralde (Roman)
- Premio Rómulo Gallegos (Roman)
- Premio Ciudad de Barcelona
- Premio Salambó
- Premio Fundación Lara
- Premio Altazor

## Твори
- Consejos de un discípulo de Morrison a un fanático de Joyce/ Учень Моррісона радить фанатикові Джойса (1984, роман, в співавторстві з Антоніо Гарсиа Порта).
- La pista de hielo / Коток (1993, роман, премія міста Алькала-де-Енарес).
- La literatura nazi en América/ Нацистська література в Америці (1996, роман у формі енциклопедії).
- Estrella distante/ Далека зірка (1996, повість).
- Llamadas telefónicas / Телефонні дзвінки (1997, оповідання, премія міста Сантьяго де Компостела, Міжнародна літературна премія міста Сан-Себастьян).
- Los detectives salvajes/ Дикі детективи (1998, роман, премія Ромуло Гальєгоса, Венесуела, іспанська премія «Ерральде», премія Чилійської Національної Ради з книги і читання).
- Amuleto / Амулет (1999, повість).
- Monsieur Pain / Мосьє Пен (1999, роман).
- Nocturno de Chile/ Чилійський ноктюрн (2000, повість).
- Los perros románticos. Poemas 1980—1998 / Романтичні пси. Вірші 1980—1998 рр. (2000, літературна премія міста Ірун).
- Putas asesinas / Вбивці легкої поведінки (2001, оповідання).
- Amberes/ Антверпен (2002, роман).
- Una novelita lumpen/ Люмпенська повість (2002).
- El gaucho insufrible / Нестерпний гаучо (2003, оповідання).
- Entre paréntesis / У дужках (2004, есе, журнальні замітки, рецензії, інтерв'ю).
- 2666 (2004, роман, премія «Саламбо», Барселона).
- El secreto del mal/ Загадка зла (2007, оповідання).
- La universidad desconocida / Безвісний університет (2007, вірші).
- El Tercer Reich / Третій Рейх (2010, роман).
- Los sinsabores del verdadero policía /  Проблеми справжнього поліцейського (2011, роман).
- El espíritu de la ciencia-ficción / Дух наукової фантастики (2016, роман).